# Culpinia feroniaria
Culpinia feroniaria là một loài bướm đêm trong họ Geometridae.